# 加藤正志
加藤 正志（かとう まさし、1989年9月7日 - ）は、神奈川県横浜市鶴見区出身の元プロ野球選手（投手）、高校野球指導者。右投右打。

## 経歴

### プロ入り前
駒岡小学校3年生の時に「駒岡ジュニアーズ」で野球を始め、投手、一塁手、遊撃手を務め、寺尾中学校軟式野球部では投手および右翼手としてプレーした。東京実業高校入学後、野球部に自身を含めて10人の投手がいたため、人と違う事をして勝ち抜こうとアンダースローに転向した。周りにアンダースローの指導者がいなかったため、インターネットで当時千葉ロッテマリーンズに所属していた渡辺俊介の映像を入手して参考にしていた。その後1年生時の夏にベンチ入りし、2年生時の秋にエースになった。甲子園出場経験はない。
鶴見大学では4年生でエースとなり、秋季リーグでは神奈川大学野球リーグの最優秀投手賞とベストプレーヤー賞を受賞した。
JR東日本東北での3年目となった2014年7月20日、第85回都市対抗野球大会の2回戦・大阪ガス戦の5回に2番手として登板、無失点のまま投げ続けたが延長11回にランナーを出して交代し、救援した投手が勝ち越しとなる適時打を打たれてチームは敗退、負け投手になった。9月には楽天二軍との練習試合に登板したが、3回を投げ2失点だった。
2014年のプロ野球ドラフト会議で、東北楽天ゴールデンイーグルスに6巡目で指名。契約金4,000万円、年俸800万円（金額は推定）という条件で、入団した。背番号は52。楽天のアンダースロー投手としてはかつて金炳賢がいたが、日本人では加藤が初となった。
ドラフト会議後の11月2日には、ホンダとの第40回社会人野球日本選手権大会2回戦に8回から2番手投手として登板。同点の局面からの登板だったが、4イニング目の11回裏にサヨナラ二塁打を許し、チームは敗退した。

### 楽天時代
2015年、2月12日に行われた紅白戦で実戦初登板し、救援で2回を投げ1安打無失点だった。シーズン開幕後、6月28日に出場選手登録され、6月30日の対千葉ロッテマリーンズ戦の7回に3番手でプロ初登板し、2回を投げ無失点だった。
2016年は公式戦の開幕を一軍で迎え、3月29日の対ロッテ戦でシーズン初登板し、3番手で1回を投げ2失点だった。31日に出場選手登録を抹消され、以後一軍での登板はなかった。10月24日に球団から戦力外通告を受けた。11月12日、阪神甲子園球場で開催された12球団合同トライアウトに参加。打者3人に対して1奪三振1被安打1与四球という結果を残した。12月2日付で自由契約選手となった。

### 楽天退団後
将来的にアマチュア野球指導者になることを志し、楽天退団後には学生野球資格回復制度の研修会を受講。2017年2月7日には学生野球資格を回復した。
2017年1月より株式会社ジェイファムコーポレーションで加圧トレーナーとして社会人生活を送ることを自らのTwitterで発表、同年2月より加圧ダイエットラボ池袋西武店で勤務するかたわら、同社がサポートするクラブチーム・REVENGE99でプレーを続けた。

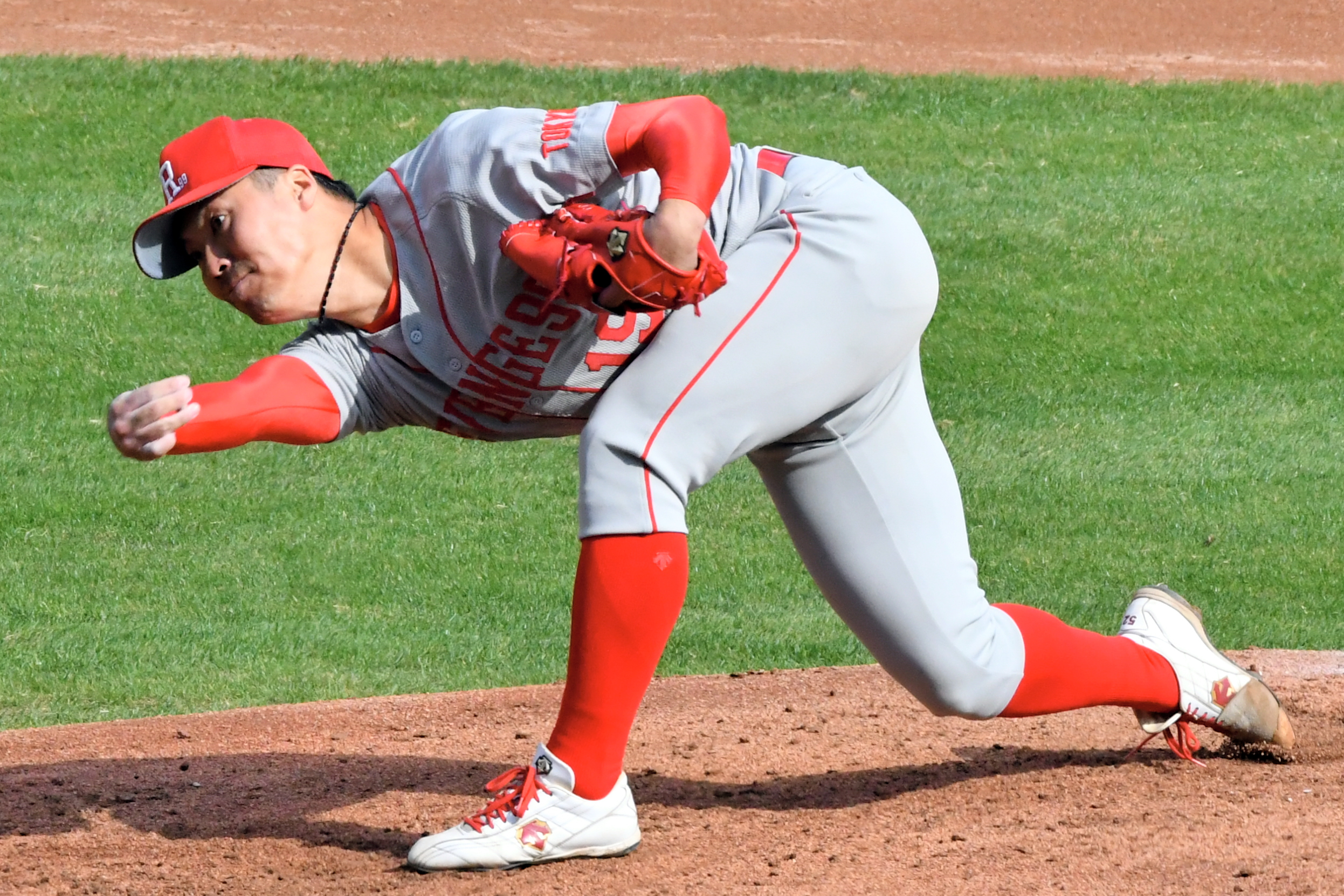
REVENGE99時代の加藤正志
(2017年11月15日、MAZDA Zoom-Zoom スタジアム広島でのトライアウトにて

2017年の第88回都市対抗野球大会予選では中川誠也（元中日ドラゴンズ）とともに主戦投手の一人として投げぬくも、2次予選で敗退。しかしプロ野球経験者としての実力が買われ、JR東日本から補強選手に指名され、3年ぶりに都市対抗野球大会本戦に出場選手登録された。クラブから企業チームへの補強は異例のことである。ただし本戦ではエースの田嶋大樹が2戦連続完封するなど活躍した陰に隠れ、出場機会はなかった。その一方で、11月15日には、前年に続いて12球団合同トライアウト（MAZDA Zoom-Zoom スタジアム広島）に参加。打者4人に対して3奪三振1被安打という結果を残したが、NPBへの復帰がまたしても叶わなかったため、軟式野球への転向を決意した。
2018年に、軟式野球部のある六花亭へ入社。北海道内の製菓工場に勤務しながら、社会人の軟式野球でプレーを続けている。第73回国民体育大会軟式野球競技十勝支部予選決勝では、先発で6回を被安打1、奪三振6、無四死球、無失点と好投したことによって、チームを北海道大会出場に導いた。第73回天皇賜杯全日本軟式野球大会では本戦への出場に貢献したが、山形きらやかスタジアムで開かれた本戦では登板の機会がなかった。2020年の第75回天皇賜杯全日本軟式野球大会1回戦では宮城第一信用金庫相手に先発で6回を被安打1、無失点の快投を見せている。
2021年度からは、母校・鶴見大学の附属高等学校の監督に就任。

## 選手としての特徴
最速134km/hの直球、スローカーブ、スライダーなどを投げる。
クイックを含め3種類の投球フォームを持ち、リリースポイントは地面から5センチほどで、1試合に1回は手が地面に触れることがあるという。

## 人物
楽天入団時にチームの投手陣からお笑いコンビ・フットボールアワーの岩尾望に顔が似ていると言われ、ファンには（岩尾の愛称である）「のんちゃん」の愛称で呼んでほしいとアピールした。

## 詳細情報

### 年度別投手成績
| 年 度     | 球 団     | 登 板 | 先 発 | 完 投 | 完 封 | 無 四 球 | 勝 利 | 敗 戦 | セ 丨 ブ | ホ 丨 ル ド | 勝 率 | 打 者 | 投 球 回 | 被 安 打 | 被 本 塁 打 | 与 四 球 | 敬 遠 | 与 死 球 | 奪 三 振 | 暴 投 | ボ 丨 ク | 失 点 | 自 責 点 | 防 御 率 | W H I P |
| --------- | --------- | ----- | ----- | ----- | ----- | -------- | ----- | ----- | -------- | ----------- | ----- | ----- | -------- | -------- | ----------- | -------- | ----- | -------- | -------- | ----- | -------- | ----- | -------- | -------- | ------- |
| 2015      | 楽天      | 9     | 0     | 0     | 0     | 0        | 0     | 0     | 0        | 0           | .---  | 55    | 13.1     | 17       | 2           | 2        | 0     | 0        | 3        | 0     | 0        | 7     | 7        | 4.73     | 1.43    |
| 2016      | 楽天      | 1     | 0     | 0     | 0     | 0        | 0     | 0     | 0        | 0           | .---  | 5     | 1.0      | 2        | 1           | 0        | 0     | 0        | 0        | 0     | 0        | 2     | 2        | 18.00    | 2.00    |
| 通算：2年 | 通算：2年 | 10    | 0     | 0     | 0     | 0        | 0     | 0     | 0        | 0           | .---  | 60    | 14.1     | 19       | 3           | 2        | 0     | 0        | 3        | 0     | 0        | 9     | 9        | 5.65     | 1.47    |

### 記録
- 初登板：2015年6月30日、対千葉ロッテマリーンズ11回戦（QVCマリンフィールド）、7回裏に3番手で救援登板、2回無失点
- 初奪三振：2015年7月9日、対福岡ソフトバンクホークス11回戦（京セラドーム大阪）、8回裏に松田宣浩から見逃し三振[35]

### 背番号
- 52 （2015年 - 2016年）
- 19 （2017年）